# Museo civico di storia naturale de Gênes
Le Musée public d’histoire naturelle Giacomo Doria de Gênes (Museo civico di storia naturale Giacomo Doria en italien) a ouvert ses portes le 24 avril 1867.
Les collections comptent 3 800 000 objets. Une vingtaine de salles sont ouvertes au public. Le muséum publie des Annals et le magazine Doriana. Depuis 1922, le muséum héberge la Société entomologique d’Italie (fondée en 1869).

## Histoire
Le Musée public d’histoire naturelle Giacomo Doria a ouvert ses portes le 24 avril 1867 sur approbation par le conseil de la ville du projet présenté par le marquis Giacomo Doria (1840-1913). Celui-ci dirige alors l’établissement durant quarante ans. Le muséum est d’abord installé dans la villa du marquis Giovanni Carlo Di Negro (1769-1857), botaniste. La ville rachète cet immeuble pour l’aménager et permettre l’accès du public.
Les premières collections exposées sont celles de Giacomo Doria lui-même, notamment celles qu'il avait rassemblées lors de son voyage en Perse (en 1862) et à Bornéo (en 1865), durant lequel il était accompagné par le botaniste Odoardo Beccari (1843-1920). Deux autres collections sont reçues par la municipalité : la première est celle rassemblée par le géologue et paléontologue, le marquis Lorenzo Pareto (1800-1865) ; la seconde est la collection de coquillages du prince Odon de Savoie (1846-1866).
Elles seront plus tard complétées par les collections rapportées de plusieurs voyages comme ceux réalisés par Luigi Maria d'Albertis (1841-1901), Leonardo Fea (1852-1903), Arturo Issel (1842-1922), Orazio Antinori (1811-1882), Odoardo Beccari (1843-1920), Elio Modigliani (en) (1860-1932), Lamberto Loria (1855-1913), Guido Boggiani (1861-1902) et Vittorio Bottego (1860-1897).
Les locaux devenant trop petits, la construction d’un nouveau muséum est entreprise en 1905 et inaugurée le 17 octobre 1912.

## Liste des directeurs
- 1867 : Giacomo Doria (1840-1913)
- 1913 : Raffaello Gestro (1856-1936)
- 1934 : Oscar de Beaux (en) (1879-1955)
- 1947 : Carlo Alzona (1881-1961)
- 1955 : Enrico Tortonese (it) (1911-1987)
- 1976 : Lilia Capocaccia Orsini
- 1996 : Roberto Poggi

## Source
- (it + en) Court historique